# Narsuciszki (rejon ignaliński)
Narsuciszki (lit. Narsutiškė) – wieś na Litwie, w okręgu uciańskim, w rejonie ignalińskim, w gminie Ignalino.
Dawniej używana nazwa – Narsuciszki 1.

## Historia
W czasach zaborów wieś Narsuciszki 1 w gminie Daugieliszki, w powiecie święciańskim, w guberni wileńskiej Imperium Rosyjskiego. W 1866 roku miała 36 mieszkańców w 4 domach, należała do dóbr skarbowych Święciany. 
W dwudziestoleciu międzywojennym wieś leżała w Polsce, w województwie wileńskim, w powiecie święciańskim, w gminie Daugieliszki.
W 1931 w 4 domach zamieszkiwały 32 osoby.
Miejscowość należała do parafii rzymskokatolickiej w Połusze. Podlegała pod Sąd Grodzki w Święcianach i Okręgowy w Wilnie; właściwy urząd pocztowy mieścił się w Ignalinie.